# Оксид хрома(III)

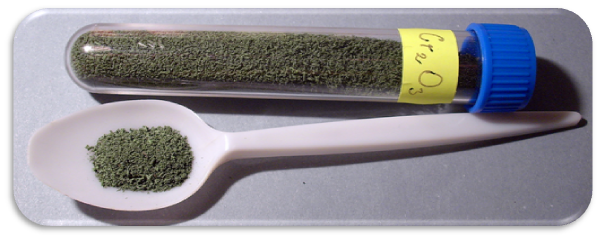
Оксид хрома(III)

Оксид хрoма(III) (сесквиоксид хрома, хромовая зелень, эсколаит) — бинарное неорганическое соединение хрома и кислорода с формулой Cr2O3. Очень твёрдый тугоплавкий порошок зелёного цвета. Температура плавления 2435 °C, кипения ок. 4000 °C. Плотность 5,21 г/см³ (из иностранных источников 5,23 г/см³). Нерастворим в воде. По твёрдости близок к корунду, поэтому его вводят в состав полирующих средств, классический пример - широко распространенная паста ГОИ.

## Способы получения
- Разложение дихромата аммония (начинается при 168—185 °С):

{\displaystyle {\mathsf {(NH_{4})_{2}Cr_{2}O_{7}{\xrightarrow[{}]{168-185^{o}C}}Cr_{2}O_{3}+N_{2}+4H_{2}O}}}
При разложении дихромата аммония ощущается слабый запах аммиака (так как одна из параллельных реакций идёт с образованием аммиака) и получается оксид хрома(III) с содержанием по основному продукту 95-97 %, нестехиометрического кислорода содержится 3-5 %. Полученный продукт имеет зелёный цвет с вкраплениями чёрных или коричневых частиц из-за примеси оксида хрома(II). Удельная поверхность свежеполученного оксида составляет до 50 м²/г (по методу БЭТ). Прокалкой при 1000 °С в течение 3-4 часов может быть получен оксид хрома(III) с содержанием по основному продукту до 99,5 % и содержанием оксида хрома(VI) менее 0,001%.
Реакция разложения дихромата аммония на воздухе протекает спокойно. 
В случае проведения реакции разложения в герметичной аппаратуре возможен взрыв. Попытка высушить дихромат аммония в герметичном реакторе привела к взрыву и многочисленным человеческим жертвам: в январе 1986 года двое рабочих погибли и 14 пострадали в США при взрыве 900 килограммов дихромата аммония во время сушки.
- Разложение дихромата калия (при 500—600 °С):

{\displaystyle {\mathsf {4K_{2}Cr_{2}O_{7}\rightarrow 2Cr_{2}O_{3}+4K_{2}CrO_{4}+3O_{2}}}}
- Экзотермическая реакция разложения гидроксида хрома(III) (при 430—1000 °С):

{\displaystyle {\mathsf {2Cr(OH)_{3}\rightarrow Cr_{2}O_{3}+3H_{2}O}}}
- Разложение оксида хрома(VI):

{\displaystyle {\mathsf {4CrO_{3}\rightarrow 2Cr_{2}O_{3}+3O_{2}}}}
- Восстановление дихромата калия:

{\displaystyle {\mathsf {K_{2}Cr_{2}O_{7}+S\rightarrow K_{2}SO_{4}+Cr_{2}O_{3}}}}

## Физические свойства
Плотность 5,21 г/см3. Твёрдость по Моосу от 8 до 8,5. Антиферромагнетик при температурах ниже 307 К (точка Нееля). Коэффициент преломления nD 2,551. Образует кристаллы тригональной сингонии, пространственная группа R3c, параметры ячейки a = 0,495 нм, c = 1,358 нм, типа корунда (α-Al2O3).

## Химические свойства
Относится к группе амфотерных оксидов. В высокодисперсном состоянии растворяется в сильных кислотах с образованием солей хрома(III):
{\displaystyle {\mathsf {Cr_{2}O_{3}+6HCl\rightarrow 2CrCl_{3}+3H_{2}O}}}
В сильнокислой среде может идти реакция:
{\displaystyle {\mathsf {Cr_{2}O_{3}+6H^{+}+9H_{2}O\rightarrow 2[Cr(H_{2}O)_{6}]^{3+}}}}
При сплавлении со щелочами и содой даёт растворимые соли Cr3+ (в отсутствие окислителей):
{\displaystyle {\mathsf {Cr_{2}O_{3}+2KOH\rightarrow 2KCrO_{2}+H_{2}O}}}
{\displaystyle {\mathsf {Cr_{2}O_{3}+Na_{2}CO_{3}\rightarrow 2NaCrO_{2}+CO_{2}}}}
Поскольку Cr2O3 — соединение хрома в промежуточной степени окисления, в присутствии сильного окислителя в щелочной среде он окисляется до хромата:
{\displaystyle {\mathsf {Cr_{2}O_{3}+3KNO_{3}+2Na_{2}CO_{3}\rightarrow 2Na_{2}CrO_{4}+3KNO_{2}+2CO_{2}}}}
а сильные восстановители его восстанавливают:
{\displaystyle {\mathsf {Cr_{2}O_{3}+2Al\rightarrow Al_{2}O_{3}+2Cr}}}

## Применение
- основной пигмент для зелёной краски
- абразив — компонент полировальных паст (например, пасты ГОИ)
- катализатор в ряде органических реакций
- компонент шихт для получения шпинелей и искусственных драгоценных камней
- компонент термитных смесей и других реакций СВС
- компонент ТРТ[источник не указан 3252 дня]
- компонент магнезиальных огнеупоров

## Токсичность
Оксид хрома(III) токсичен, при попадании на кожу вызывает дерматит, но по токсичности уступает шестивалентному оксиду.
В России класс опасности 3, максимальная разовая ПДК в воздухе рабочей зоны 1 мг/м3, аллерген (1998 год).